# Urzigurumasz
Urzigurumasz – według Babilońskiej listy królów A i Synchronistycznej listy królów szósty władca z dynastii kasyckiej. W inskrypcji Aguma-kakrimr wymieniany jako ojciec Aguma II.

## Imię
Imię tego władcy wymieniane jest w trzech źródłach:
| źródło                        | zapis imienia króla                                            |
| ----------------------------- | -------------------------------------------------------------- |
| Babilońska lista królów A     | m/UR-zi\-U(= guru12)-maš (I 21')                               |
| Synchronistyczna lista królów | mUR-zi-g[u-r]u-/ma\-áš (I 15')                                 |
| inskrypcja Aguma-kakrime      | /UR-ši\-gu-ru-maš (V R 33 I 2) UR-ši-/gu-ru-maš\ (V R 33 I 13) |

Odczyt imienia wciąż pozostaje niepewny. Dotyczy to w szczególności dwóch pierwszych jego sylab. Pierwszą z nich jest zawsze znak UR, który jednak odczytywany być może również taš/taz. Druga zapisywana jest znakiem -zi- w obu listach królów i znakiem -ši- w inskrypcji Aguma-kakrime. Tym samym w przypadku obu list królów imię tego władcy odczytywać można jako Urzigurumasz lub Tazzigurumasz, natomiast w przypadku inskrypcji Aguma-kakrime jako Urszigurumasz lub Taszszigurumasz.

## Panowanie
Nie są znane żadne inskrypcje tego władcy, nie jest wymieniany też w żadnych współczesnych mu źródłach pisanych. Jedynym źródłem informacji o nim są powstałe później listy królów (Babilońska lista królów A i Synchronistyczna lista królów) oraz inskrypcja Aguma-kakrime. Z Babilońskiej listy królów A dowiedzieć się można jedynie, iż był on szóstym władcą z dynastii kasyckiej, a jego poprzednikiem był Abi-Rattasz (długość panowania Urzigurumasza i imię jego następcy nie zachowały się). Również według Synchronistycznej lista królów Urzigurumasz był szóstym władcą z dynastii kasyckiej, ale jako jego poprzednika podaje ona Kasztiliasza II. Ta sama lista jako następcę Urzigurumasza wymienia Harba-Szipaka. Z kolei według inskrypcji Aguma-kakrime Urzigurumasz był ojcem Aguma II.
Nie wiadomo dokładnie kiedy panować miał Urzigurumasz. Synchronistyczna lista królów określa okres jego panowania jako współczesny asyryjskiemu królowi Szamszi-Adadowi II (ok. 1585–1580 p.n.e.), ale bardziej prawdopodobne wydaje się założenie, iż był on współczesny ostatnim władcom z dynastii starobabilońskiej (2 połowa XVII w. p.n.e.).